# راغدي آن
راغدي آن (بالأنجليزية: Raggedy Ann) هي شخصية أنشأها الكاتب الأمريكي جوني جرويل (1880-1938) والتي ظهرت في سلسلة من الكتب التي كتبها ورسمها للأطفال الصغار. راغدي آن هي دمية خرقية ذات خيوط حمراء للشعر وأنف مثلث. حصل جرويل على براءة الاختراع الأمريكية D47789 عن دمية راغدي آن في 7 سبتمبر 1915. تم إنشاء الشخصية في عام 1915 كدمية، وتم تقديمها للجمهور في كتاب قصص راغدي آن لعام 1918. عندما تم تسويق دمية مع الكتاب، حقق الكتاب نجاحًا كبيرًا. تكملة، قصص راغدي آندي (1920)، قدمت شخصية أخيها راغدي آندي . ظهرت شخصيات أخرى مثل بيبى بليندى، دمية مامي سوداء، كدمى وشخصيات في الكتب.  

## تسمية راغدي آن
في 17 يونيو 1915، بعد وقت قصير من تقديم طلب براءة اختراعه لتصميم الدمية، تقدم جوني غرويل بطلب للحصول على علامة تجارية مسجلة لاسم راغدي آن، والتي أنشأها بدمج كلمات من قصيدتين من قصيدتي جيمس ويتكومب رايلي، "The Raggedy Man" و «ليتل أورفانت آني». (كان رايلي شاعرًا معروفًا في هوسير وصديقًا وجارًا لعائلة جرويل من السنوات التي أقاموا فيها في إنديانابوليس.) سجل مكتب براءات الاختراع الأمريكي طلب جرويل للعلامة التجارية (107328) لاسم راغدي آن في 23 نوفمبر 1915.

## الكتب المبكرة وتصميم الدمية

دمية 100عام راغدي آن

كانت قصص راغدي آن (1918)، التي كتبها ورسمها جوني جرويل ونشرتها شركة فولاند P.F Volland ، هي الأولى في سلسلة من الكتب حول شخصية دمية القماش الخاصة به وأصدقائها. تضمنت الطبعة الأولى من الكتاب أيضًا نسخة جرويل الخاصة من أصول الدمية والقصص ذات الصلة. بعد عامين من نشر كتاب راغدي آن الأول، قدّم شقيق راغدي آن وهو راغدي آندي، في قصص راغدي آندي (1920).
على الرغم من أن عضوات عائلة جرويل ربما صنعن عددًا صغيرًا من الإصدارات الأولية من دمية راغدي آن في نورووك، كونيتيكت، للمساعدة في تسويق الكتب ذات الصلة، سرعان ما أبرم جرويل اتفاقية تسويق مع شركة فولاند، ناشره الأساسي، للبدء تصنيع وبيع وترويج نسخة منتجة بكميات كبيرة من الدمية.
بالإضافة إلى طلب براءة الاختراع الأمريكية U.S. Patent D47٬789 في عام 1915 لتصميم ما أصبح دمية راغدي آن، حصل جرويل على براءة اختراع لتصميمه في الولايات المتحدة U.S. Patent D56٬149 لدمية الذكر عامة في عام 1920. بعد وقت قصير من ظهورها الأدبي لأول مرة في عام 1920، ظهر راغدي آندي كدمية مصنوعة تجاريًا، يتم تسويقها بواسطة فولاند.
بعد نجاح الكتاب الأول، استمر جرويل في تأليف وتوضيح قصة واحدة على الأقل من راغدي آن وراغدي آندي كل عام حتى وفاته في عام 1938. في سنواته الأخيرة، تعاون جرويل مع ابنه وورث، في الرسوم التوضيحية لبعض كتبه اللاحقة مثل Raggedy Ann and the Golden Meadow (1935) وعلى سلسلة من أمثال راغدي آن المصورة التي تم نشرها في الصحف. بحلول عام 1938، وهو العام الذي توفي فيه جوني غرويل، باع كتابه الأول من كتاب راغدي آن من 3 ملايين نسخة.

## الإرث
بحلول نهاية الأربعينيات من القرن الماضي، تجاوزت مبيعات الكتب المتعلقة بـ راغدي آن 7 ملايين نسخة. أصبحت شركة بوبس ميريل ومقرها إنديانابوليس الناشر والمرخص المعتمد للأعمال الأدبية المتعلقة بـ راغدي آن في عام 1962، وبدأت شركة Knickerbocker Toy Company في تصنيع دمى راغدي آن وآندي في أوائل الستينيات. يدعي سايمون اند شوستر وهاسبرو ملكية العلامات التجارية لأسماء راغدي آن وآندي. براءة الاختراع الأمريكية الأصلية U.S. Patent D47٬789 لتصميم دمية عام 1915، بالإضافة إلى قصص راغدي آن (1918) وقصص راغدي آن (1920) من الكتب الموجودة في الملك العام، وقد انتهت صلاحية حقوق النشر الخاصة بها.
أصبحت دمى قصص راغدي آن وراغدي آندي وتذكاراتهما ذات الصلة من العناصر المرغوبة لهواة الجمع. بالإضافة إلى الدمى والكتب، يستمر إنتاج العناصر الأخرى ذات الصلة بما في ذلك تعديلات القصص في الكتب المصورة والتسجيلات الصوتية وأفلام الرسوم المتحركة والإنتاج التلفزيوني والمسرحي.

## التكريم
تم إدخال دمية قصص راغدي آن في قاعة مشاهير الألعاب الوطنية في روتشستر، نيويورك، في 27 مارس 2002. تم إدخال قصص راغدي آن بعد 5 سنوات في 8 نوفمبر 2007.

## في الثقافة الشعبية
- ظهر بالون راغدي آن لأول مرة في موكب عيد الشكر في ميسي عام 1984، وحلقت لمدة عامين.[17]
- يمكن رؤية فتاة تحمل دمية راغدي آن في فيلم الرسوم المتحركة من إنتاج شركة ديزني عام 1996 جيمس والخوخة العملاقة.
- دمية انابيل المزعومة هي دمية راغدي آن تعيش في منزل إد ولورين وارين في مونرو، كونيتيكت.[18]

## مصنعي الدمى

### إنتاج الدمية
على الرغم من أن عضوات عائلة جرويل ربما صنعن في الأصل عددًا قليلاً من إصدارات دمية راغدي آن في نورووك، كونيتيكت، للمساعدة في تسويق الكتب ذات الصلة، سرعان ما أبرم جرويل اتفاقية تسويق مع شركة فولاند PF Volland ، الناشر الرئيسي لكتبه، لتصنيع وبيع وترويج نسخة تجارية منتجة بكميات كبيرة من دمية راغدي آن. تم تصنيع الدمى المبكرة راغدي آن وأندي من قبل شركات مختلفة ولم يتم إنتاجها كمجموعات متطابقة.
بين عامي 1918 و 1926، صنعت شركة «الألعاب غير القابلة للكسر» Non-Breakable Toy Company في مسكيغون بولاية ميشيغان أكثر من 75000 دمية لفولاند. بحلول أواخر العشرينيات من القرن الماضي، وصلت طلبات فولاند لدمى راغدي آن من الشركة المصنعة إلى 4000 دولار شهريًا. عندما توقفت شركة فولاند عن العمل خلال فترة الكساد الكبير، كانت قد باعت بالفعل أكثر من 150 ألف دمية وما يقرب من مليوني كتاب من كتب راغدي آن.

## روابط خارجية
- راغدي آن على موقع ميوزك برينز (الإنجليزية)

IMDb
- Raggedy Ann and Raggedy Andy  في قاعدة بيانات الأفلام على الإنترنت (بالإنجليزية) (1941)
- Suddenly It's Spring  في قاعدة بيانات الأفلام على الإنترنت (بالإنجليزية) (1944)
- The Enchanted Square  في قاعدة بيانات الأفلام على الإنترنت (بالإنجليزية) (1947)
- Raggedy Ann & Andy: A Musical Adventure  في قاعدة بيانات الأفلام على الإنترنت (بالإنجليزية) (1977)
- Raggedy Ann and Andy in The Great Santa Claus Caper  في قاعدة بيانات الأفلام على الإنترنت (بالإنجليزية) (1978)
- Raggedy Ann & Andy: The Pumpkin Who Couldn't Smile  في قاعدة بيانات الأفلام على الإنترنت (بالإنجليزية) (1979)
- The Adventures of Raggedy Ann and Andy  في قاعدة بيانات الأفلام على الإنترنت (بالإنجليزية) (1988)